# 나임 쉴레이마놀루
나임 쉴레이마놀루(튀르키예어: Naim Süleymanoğlu, 1967년 1월 23일 ~ 2017년 11월 18일)는 튀르키예의 전 역도 선수로 하계 올림픽 3연속 우승, 세계 선수권 대회 7회 우승 및 46개의 세계 신기록을 작성했으며 147cm의 작은 신장으로 "작은 헤라클레스" 혹은 "포켓 헤라클레스"라는 별칭으로 잘 알려져 있는 튀르키예의 역도 영웅이다.

## 선수 시절
1967년 1월 23일 불가리아 프티차르의 튀르키예계 불가리아인 가정에서 태어났다. 16세 때에 자신의 첫 세계 신기록을 세웠으나 불가리아가 1984년 하계 올림픽에서 소련을 위시한 동구권 국가들의 대거 보이콧에 동조하면서 참가하지 못했다. 여기에 당시 공산주의 체제였던 불가리아 정부가 불가리아에 거주하던 튀르키예인들에게 강제로 불가리아식 이름을 도입하도록 하자 나움 샬라마노프(불가리아어: Наум Шаламанов, Naum Shalamanov)라는 불가리아어 이름을 사용했으며 1986년 오스트레일리아 멜버른에서 열린 역도 월드컵 참가 도중에 망명을 선택했다.
이후 튀르키예에서 다시 생활을 꾸리면서 시민권 신청을 하여 이름을 튀르키예식인 쉴레이마놀루로 고쳤다. 그 후 불가리아에서 공산 정권이 무너지자 그의 가족은 튀르키예로 이주하여 다시 만날 수 있었다.
1988년 하계 올림픽 개막을 앞두고 어느 국가대표 선수로 활동할지 논쟁이 있었는데 당시 불가리아 정부는 튀르키예로부터 한화 약 84억원을 받고 그를 튀르키예 국가대표로서의 올림픽 출전을 허가했고 결국 쉴레이마놀루는 이 대회 페더급에서 금메달을 획득했다.
그리고 이듬해에 열린 1989년 세계 역도 선수권 대회에서 우승한 후 22세의 나이로 은퇴하였다. 이후 튀르키예 정부의 요청으로 1991년 은퇴 번복 후 복귀하여 이듬해인 1992년 하계 올림픽에서 2연속 금메달을 획득했다. 또한 올림픽과 세계 선수권 대회에서도 세계 타이틀을 차지함과 동시에 세계 기록들까지 여러 번 세워나갔다.
1996년 하계 올림픽에서 3연속 금메달을 차지한 후에 다시 은퇴했다가 번복한 후 2000년 하계 올림픽에서 4연속 금메달에 도전했음에도 145kg을 드는 데 실패하면서 탈락의 쓴 잔을 마셨지만 이듬해인 2001년에 올림픽 훈장이 수여되었고 3년 뒤인 2004년에는 국제 역도 연맹 명예의 전당에 헌액되었다.

## 은퇴 이후
1999년 튀르키예 총선 때 튀르키예 대국민의회에서 부르사주를 대표하여 무소속 후보로 출마했다. 이후 2002년 이스탄불주의 뷔윅체크메제 구역 크라츠 동장 선거에 민족주의자행동당 후보로 출마했고 4년 후의 총선에서도 같은 당을 대표하여 출마했지만 모두 낙선했다.
쉴레이마놀루는 2009년부터 간부전을 앓았다. 8년 뒤인 2017년 10월 간 이식 수술을 성공적으로 받았으나 이후 상태가 급격히 악화되어 같은 해 11월 18일 이스탄불의 한 병원에서 향년 50세를 일기로 숨을 거두었다.